# Denzil (Saskatchewan)
Denzil est un village situé dans la municipalité rurale de Eye Hill No 382 en Saskatchewan au Canada. Lors du recensement de 2016, il avait une population de 143 habitants.